# 베이스켓볼
《베이스켓볼》(영어: BASEketball)은 1998년 미국의 코미디 영화로, 트레이 파커와 맷 스톤 콤비의 주연작이다. 감독은 데이비드 주커이다.
이 영화는 1980년대 주커가 발명한 야구와 농구를 결합한 하이브리드 스포츠인 베이스켓볼(BASEketball)에 관한 영화이다. 파커와 스톤은 운동선수를 상대로 승리할 수 있는 일이라고 생각하는 어린 시절 친구 역을 맡았다. 하룻밤 사이에 센세이션을 일으키고 기업 후원의 대상이 된다.

## 줄거리
밀워키의 한심한 백수 친구인 쿠퍼와 레머는 고등학교 친구 졸업 파티에 무단 침입했다가 동창들에게 외면당한다. 술을 마시며 농구를 하던 중, 농구 실력이 뛰어난 두 동창생과 내기를 하게 된다. 그들은 즉흥적으로 농구와 야구를 섞은 규칙을 만들어 경기를 하고 승리한다. 이들은 새로운 스포츠 '베이스켓볼'의 규칙을 다듬고, 쿠퍼는 안락의자를 이용해 최초의 베이스켓볼을 만든다. 이후 친구 스퀵과 함께 이 스포츠는 동네에서 큰 인기를 얻게 된다.
사업가 덴슬로우는 쿠퍼와 레머를 만나 프로 베이스켓볼 리그(NBL) 창설을 제안한다. 그는 팀 이전 금지, 선수 트레이드 금지, 기업 스폰서십 금지 등 스포츠의 상업화를 막는 여러 규칙을 만든다. 모든 사람이 스포츠 영웅이 될 수 있다는 덴슬로우의 말에 쿠퍼는 망설이다 제안을 받아들인다.
5년 후 NBL은 성황을 이루고, 덴슬로우 컵이라는 주요 챔피언십도 열린다. 덴슬로우는 쿠퍼와 레머의 팀인 밀워키 비어스의 구단주이다. 챔피언십 경기 중 덴슬로우가 핫도그를 먹다 질식사하면서 쿠퍼는 슛을 놓쳐 비어스가 패배한다. 덴슬로우는 유언으로 다음 덴슬로우 컵에서 우승하면 1년간 쿠퍼에게 구단주 자격을 주고, 그렇지 않으면 덴슬로우의 미망인 이베트에게 넘기도록 한다. 쿠퍼와 레머는 '꿈을 이루는 재단'의 대표인 제나와 그녀가 돌보는 아이 조이를 만나게 되고, 쿠퍼는 제나와 연인으로 발전한다.
댈러스 펠론즈의 구단주인 백스터 케인은 덴슬로우 생전에 막혀 있던 NBL의 상업화를 시도하려 한다. 쿠퍼는 변화를 거부하고, 케인은 이베트와 손잡고 비어스가 다음 덴슬로우 컵에서 지도록 계략을 꾸민다. 비어스는 계속 승리하며 챔피언십에 가까워진다. 케인은 레머에게 쿠퍼에게 제안했으나 거절당한 사실을 알린다. 레머는 쿠퍼에게 따지고, 쿠퍼는 레머를 팀 공동 구단주로 선언하며 갈등을 무마한다.
케인은 제나의 재단 자금 지원을 끊고, 쿠퍼와 레머에게 의류 라인 출시를 제안한다. 쿠퍼는 반대하지만 레머는 동의하며 유명 인사가 되어 거만해진다. 케인은 쿠퍼와 레머에게 챔피언십 경기에서 지거나 기권하지 않으면 의류 라인이 인도에서 아동 노동을 통해 생산되었다는 사실을 폭로하겠다고 협박한다. 이 사실을 알게 된 제나는 쿠퍼와 헤어지고, 쿠퍼와 레머는 서로를 비난하며 절교한다.
쿠퍼는 상황을 해결하기 위해 인도에 가서 아동 노동자들을 성인 노동자로 대체한다. 챔피언십 경기가 시작되자 쿠퍼와 레머는 여전히 다투고, 비어스는 크게 지고 있다. 스퀵은 이들의 다툼에 분노해 경기장에서 열정적인 연설을 하고, 쿠퍼와 레머는 화해한다. 이베트 또한 스퀵의 연설에 감동하여 케인과의 동맹을 끊는다. 쿠퍼와 레머는 경기에 집중하고, 쿠퍼의 안락의자 베이스켓볼이 터지자 조이가 새 의자로 만든 베이스켓볼을 가져다준다. 그들은 마지막 슛을 성공시켜 덴슬로우 컵에서 우승한다. 쿠퍼와 제나는 화해하고, 이베트는 레머와 데이트하며 두 사람은 트로피를 들고 경기장을 돈다.

## 출연진
- 트레이 파커 - 조 쿠퍼
- 맷 스톤 - 더그 리머
- 디언 버하 - 케니 스콜라리
- 야스민 블리스 - 제나 리드
- 제니 매카시 - 이벳 덴즐로
- 어니스트 보그나인 - 테드 덴즐로
- 로버트 본 - 백스터 케인
- 트레버 아인혼 - 조이 토머스
- 프랜시스 X. 매카시 - 닥터 카이저
- 밥 코스타스 - 본인
- 앨 마이클스 - 본인